# Copa Chile 2024
La Copa Chile 2024, anche nota come Copa Chile Coca-Cola Sin Azúcar 2024 per motivi di sponsorizzazione, è stata la 44ª edizione della coppa nazionale cilena di calcio, iniziata il 27 aprile 2024 e terminata il 20 novembre 2024 con la finale.
La squadra campione in carica era il Colo-Colo, mentre la coppa è stata vinta dall'Universidad de Chile, per la sesta volta nella sua storia.

## Calendario
Il programma del torneo è il seguente.
| Turno            | Incontri                      |
| ---------------- | ----------------------------- |
| Primo turno      | 15-26 giugno 2024             |
| Secondo turno    | 22 giugno - 3 luglio 2024     |
| Terzo turno      | 6 luglio - 16 ottobre 2024    |
| Quarti di finale | 4 settembre - 29 ottobre 2024 |
| Semifinali       | 9 ottobre - 17 novembre 2024  |
| Finale           | 20 novembre 2024              |

## Primo turno
Il sorteggio per il primo turno si è tenuto il 26 aprile 2024.

### Zona nord
| Squadra 1            | Risultato       | Squadra 2           |
| -------------------- | --------------- | ------------------- |
| 15 giugno 2024       |                 |                     |
| Municipal Mejillones | 0 – 4           | Dep. Copiapó        |
| Barcelona            | 0 – 3           | Cobreloa            |
| 11 de Septiembre     | 0 – 4           | San Marcos de Arica |
| Norte Unido          | 1 – 3           | Dep. Iquique        |
| 16 giugno 2024       |                 |                     |
| Trasandino           | 2 – 2 (4-3 dtr) | Dep. La Serena      |
| 17 giugno 2024       |                 |                     |
| Provincial Ovalle    | 1 – 3           | Cobresal            |
| Central Norte        | 1 – 5           | Dep. Antofagasta    |
| 20 giugno 2024       |                 |                     |
| Brujas de Salamanca  | 0 – 0 (0-3 dtr) | Coquimbo Unido      |

### Zona centro-nord
| Squadra 1             | Risultato       | Squadra 2            |
| --------------------- | --------------- | -------------------- |
| 15 giugno 2024        |                 |                      |
| Dep. Melipilla        | 1 – 0           | Unión San Felipe     |
| 16 giugno 2024        |                 |                      |
| Santiago City         | 0 – 4           | Palestino            |
| 17 giugno 2024        |                 |                      |
| Municipal Puente Alto | 1 – 5           | Universidad de Chile |
| Barnechea             | 1 – 0           | Dep. Limache         |
| 18 giugno 2024        |                 |                      |
| San Antonio Unido     | 2 – 2 (4-3 dtr) | Unión La Calera      |
| 19 giugno 2024        |                 |                      |
| Con Con National      | 3 – 5           | Santiago Wanderers   |
| San Luis de Quillota  | 0 – 2           | Everton              |
| 20 giugno 2024        |                 |                      |
| Union Glorias Navales | 0 – 2           | Universidad Católica |

### Zona centro-sud
| Squadra 1         | Risultato       | Squadra 2        |
| ----------------- | --------------- | ---------------- |
| 15 giugno 2024    |                 |                  |
| Dep. Recoleta     | 1 – 3           | Audax Italiano   |
| Real San Joaquín  | 0 – 0 (4-3 dtr) | Santiago Morning |
| 16 giugno 2024    |                 |                  |
| Lautaro de Buin   | 0 – 1           | O'Higgins        |
| Dep. Rengo        | 2 – 3           | Dep. Santa Cruz  |
| General Velásquez | 1 – 3           | Curicó Unido     |
| 18 giugno 2024    |                 |                  |
| Juvenil Seminario | 2 – 5           | Magallanes       |
| 20 giugno 2024    |                 |                  |
| Deportes Quillòn  | 0 – 6           | Colo-Colo        |
| Marcos Trincado   | 1 – 5           | Unión Española   |

### Zona sud
| Squadra 1          | Risultato       | Squadra 2           |
| ------------------ | --------------- | ------------------- |
| 15 giugno 2024     |                 |                     |
| Vicente Pérez      | 0 – 3           | Univ. de Concepción |
| Imperial Unido     | 2 – 2 (4-3 dtr) | Fernández Vial      |
| Osorno             | 2 – 2 (4-5 dtr) | Deportes Temuco     |
| 16 giugno 2024     |                 |                     |
| Alas Portuarias    | 0 – 7           | Dep. Puerto Montt   |
| San Antonio Temuco | 1 – 4           | Ñublense            |
| 23 giugno 2024     |                 |                     |
| Comunal Cabrero    | 0 – 10          | Rangers de Talca    |
| 26 giugno 2024     |                 |                     |
| Dep. Concepción    | 2 – 3           | Dep. Linares        |

## Secondo turno

### Zona nord
| Squadra 1           | Totale | Squadra 2      | Andata | Ritorno |
| ------------------- | ------ | -------------- | ------ | ------- |
| San Marcos de Arica | 0 – 1  | Cobreloa       | 0 – 1  | 0 – 0   |
| Dep. Antofagasta    | 3 – 4  | Dep. Iquique   | 2 – 1  | 1 – 3   |
| Dep. Copiapó        | 3 – 5  | Cobresal       | 2 – 2  | 1 – 3   |
| Trasandino          | 1 – 2  | Coquimbo Unido | 1 – 1  | 0 – 1   |

### Zona centro-nord
| Squadra 1          | Totale | Squadra 2            | Andata | Ritorno |
| ------------------ | ------ | -------------------- | ------ | ------- |
| San Antonio Unido  | 0 – 7  | Universidad de Chile | 0 – 0  | 0 – 7   |
| Dep. Melipilla     | 3 – 4  | CD Everton           | 2 – 1  | 1 – 3   |
| Santiago Wanderers | 3 – 2  | Universidad Católica | 1 – 0  | 2 – 2   |
| Barnechea          | 3 – 5  | Palestino            | 3 – 2  | 0 – 3   |

### Zona centro-sud
| Squadra 1        | Totale | Squadra 2      | Andata | Ritorno |
| ---------------- | ------ | -------------- | ------ | ------- |
| O'Higgins        | 3 – 5  | Colo-Colo      | 2 – 2  | 1 – 3   |
| Dep. Santa Cruz  | 3 – 1  | Audax Italiano | 1 – 1  | 2 – 0   |
| Real San Joaquín | 2 – 5  | Unión Española | 2 – 2  | 0 – 3   |
| Curicó Unido     | 1 – 4  | Magallanes     | 1 – 0  | 0 – 4   |

### Zona sud
| Squadra 1         | Totale | Squadra 2           | Andata | Ritorno |
| ----------------- | ------ | ------------------- | ------ | ------- |
| Rangers de Talca  | 1 – 5  | Ñublense            | 1 – 1  | 0 – 4   |
| Dep. Linares      | 1 – 0  | Univ. de Concepción | 1 – 0  | 0 – 0   |
| Imperial Unido    | –      | Huachipato          | –      | –       |
| Dep. Puerto Montt | 3 – 2  | Deportes Temuco     | 2 – 0  | 1 – 2   |

## Terzo turno

### Zona nord
| Squadra 1      | Totale | Squadra 2 | Andata | Ritorno |
| -------------- | ------ | --------- | ------ | ------- |
| Dep. Iquique   | 4 – 0  | Cobreloa  | 2 – 0  | 2 – 0   |
| Coquimbo Unido | 4 – 1  | Cobresal  | 4 – 0  | 0 – 1   |

### Zona centro-nord
| Squadra 1          | Totale          | Squadra 2            | Andata | Ritorno |
| ------------------ | --------------- | -------------------- | ------ | ------- |
| CD Everton         | 2 – 2 (3-4 dtr) | Universidad de Chile | 2 – 1  | 0 – 1   |
| Santiago Wanderers | 3 – 5           | Palestino            | 2 – 2  | 1 – 3   |

### Zona centro-sud
| Squadra 1       | Totale | Squadra 2      | Andata | Ritorno |
| --------------- | ------ | -------------- | ------ | ------- |
| Dep. Santa Cruz | 1 – 2  | Colo-Colo      | 1 – 1  | 0 – 1   |
| Magallanes      | 8 – 0  | Unión Española | 3 – 0  | 5 – 0   |

### Zona sud
| Squadra 1         | Totale | Squadra 2  | Andata | Ritorno |
| ----------------- | ------ | ---------- | ------ | ------- |
| Dep. Linares      | 3 – 6  | Ñublense   | 2 – 1  | 1 – 5   |
| Dep. Puerto Montt | 5 – 2  | Huachipato | 5 – 1  | 0 – 1   |

## Quarto turno

### Zona nord
| Squadra 1    | Totale | Squadra 2      | Andata | Ritorno |
| ------------ | ------ | -------------- | ------ | ------- |
| Dep. Iquique | 1 – 3  | Coquimbo Unido | 1 – 2  | 0 – 1   |

### Zona centro-nord
| Squadra 1 | Totale | Squadra 2            | Andata | Ritorno |
| --------- | ------ | -------------------- | ------ | ------- |
| Palestino | 1 – 5  | Universidad de Chile | 0 – 5  | 1 – 0   |

### Zona centro-sud
| Squadra 1  | Totale | Squadra 2 | Andata | Ritorno |
| ---------- | ------ | --------- | ------ | ------- |
| Magallanes | 3 – 0  | Colo-Colo | 3 – 0  | 0 – 0   |

### Zona sud
| Squadra 1         | Totale          | Squadra 2 | Andata | Ritorno |
| ----------------- | --------------- | --------- | ------ | ------- |
| Dep. Puerto Montt | 2 – 2 (2-4 dtr) | Ñublense  | 1 – 1  | 1 – 1   |

## Semifinali
| Squadra 1      | Totale | Squadra 2            | Andata | Ritorno |
| -------------- | ------ | -------------------- | ------ | ------- |
| Coquimbo Unido | 0 – 1  | Universidad de Chile | 0 – 0  | 0 – 1   |
| Ñublense       | 3 – 2  | Magallanes           | 2 – 1  | 1 – 1   |

## Finale
| Arbitro: | José Cabero |

|              |           |  |
| Aránguiz 37’ | Marcatori |  |